# Archaeoteleia novaezealandiae
Archaeoteleia novaezealandiae är en stekelart som beskrevs av Lubomir Masner 1968. Archaeoteleia novaezealandiae ingår i släktet Archaeoteleia och familjen Scelionidae. Inga underarter finns listade.